# Dugi Otok
Dugi Otok és una illa de Croàcia a la part septentrional de l'arxipèlag dàlmata; rep el seu nom ('illa llarga') de la seva característica forma allargada, amb 43 km de longitud i menys de cinc d'ample.
La roca de carst i calcària s'ha format aquí amb una extraordinària varietat morfològica, amb una mitjana d'altura superior als tres-cents metres. El paisatge és sec i escarpat, amb regions de roca pura que donen pas a pastures esquitxades de punxes i herbes aromàtiques, entremesclades amb pinedes marítimes i oliveres.
En la punta septentrional de l'illa hi ha Saharun, una immaculada platja d'arena blanca pura: un contrast que commou el blau intens de la mar Adriàtica. A la costa occidental hi ha abruptes penya-segats que s'eleven fins als 338 metres, mentre que l'oriental és un litoral baix i intricat de cales rocoses i platges de còdols que culmina en la fantàstica badia Telascica, a la punta sud-oriental; és una de les badies més grans de l'Adriàtic, protegida per penya-segats de fins a 166 metres d'altura. Es tracta d'una reserva protegida de 10 km. Amb complexes petites badies, un extraordinari llac salat i illots enfront de la costa que semblen suspesos de manera irreal sobre les quietes aigües de la badia. Al nord-est hom es troba un paisatge lunar ressec i erm, però si hom es dirigeix vers el sud-est, de sobte es veu envoltat per pins, figueres i oliveres.

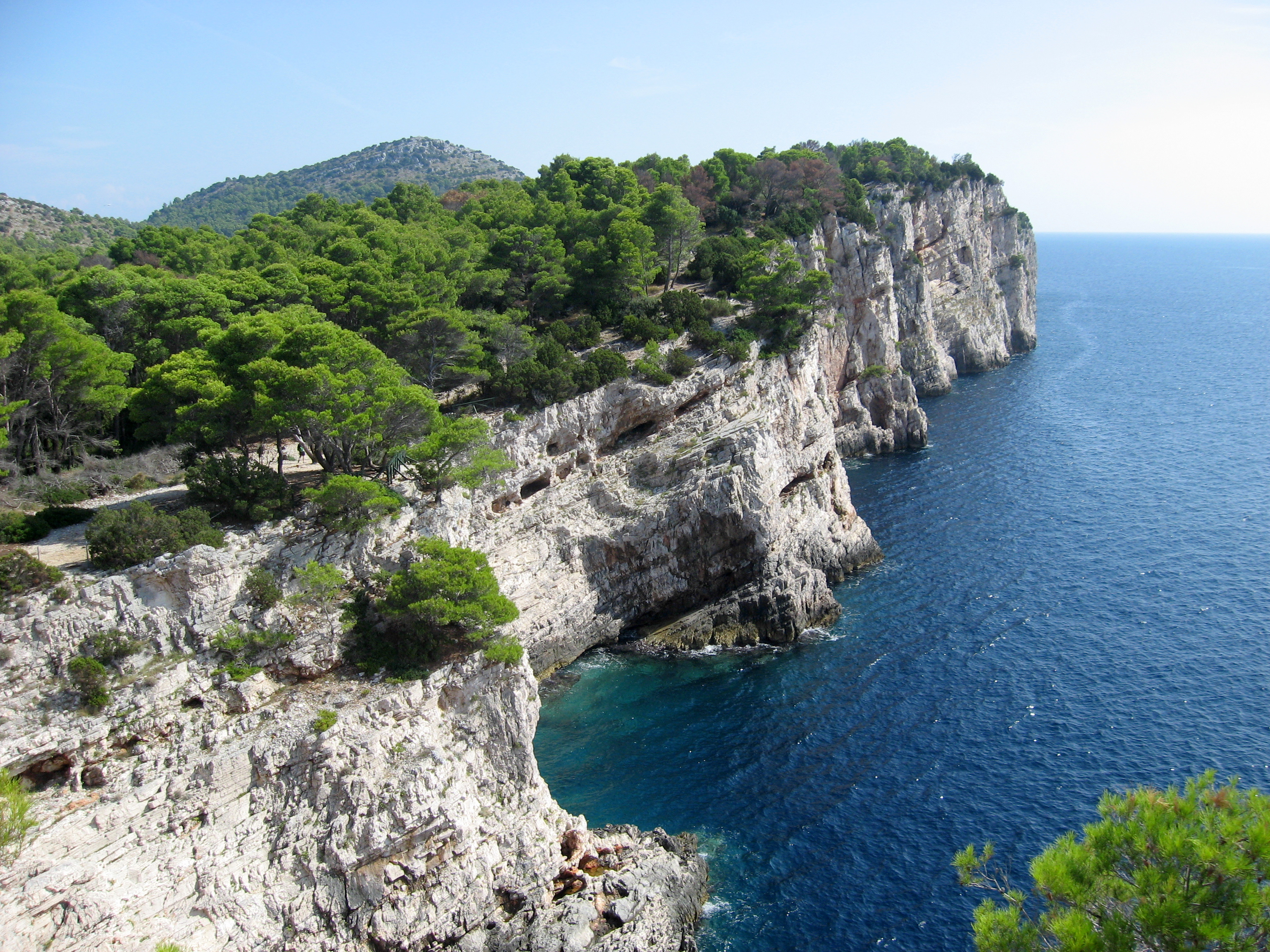
Impressionant penya-segat a la zona de Telascica

Dugi Otok és un lloc fascinant per explorar a peu, perquè presenta restes d'assentaments il·liris i romans, a més d'antigues ruïnes croates, pintorescs pobles pesquers i l'atractiva ciutat marinera de Sali. L'illa és encara més encantadora mercès al fet que és una de les menys freqüentades de la costa croata i té una atmosfera pausada, relaxada i amistosa.
Hi destaca Strasna Péc: una cova amb impressionants estalactites i estalagmites. Saljsko Polje ('bosc de les oliveres'), amb oliveres de fins a 600 anys. El far de Veli Rat: cal pujar fins al terrat per gaudir d'una vista meravellosa. El parc nacional de Kornati, amb més de 147 illes enfront de la costa sud-oriental. El poble de Dragove, amb una església del segle xv i esplèndides vistes. La badia Pantera, on es pot bussejar entre restes de naufragis. Les coves submarines i les aigües que envolten Dugi Otok són un dels millors llocs de la regió per a practicar submarinisme.
La millor època per visitar Dugi Otok és d'abril a octubre, i s'hi arriba des de Zagreb en avió o amb automòbil fins a Zadar. El transbordador de Zadar a Dugi Otok tarda hora i mitja.